# Le Plessis-Feu-Aussoux
Le Plessis-Feu-Aussoux ist eine französische Gemeinde mit 606 Einwohnern (Stand: 1. Januar 2022) im Département Seine-et-Marne in der Region Île-de-France. Sie gehört zum Arrondissement Provins und zum Kanton Fontenay-Trésigny (bis 2015: Kanton Rozay-en-Brie). Die Einwohner werden Plessis-Ansoldiens genannt.

## Geographie
Le Plessis-Feu-Aussoux liegt etwa 55 Kilometer ostsüdöstlich von Paris. Der Fluss Yerres begrenzt die Gemeinde im Nordwesten. Umgeben wird Le Plessis-Feu-Aussoux von den Nachbargemeinden Touquin im Norden und Westen, Vaudoy-en-Brie im Osten und Südosten sowie Voinsles im Süden und Südwesten.

## Bevölkerungsentwicklung
| Jahr                      | 1962 | 1968 | 1975 | 1982 | 1990 | 1999 | 2006 | 2013 |
| Einwohner                 | 79   | 71   | 102  | 226  | 322  | 374  | 504  | 537  |
| Quelle: Cassini und INSEE |      |      |      |      |      |      |      |      |

## Sehenswürdigkeiten
- Kirche St-Nicolas aus dem 13./14. Jahrhundert (siehe auch: Liste der Monuments historiques in Le Plessis-Feu-Aussoux)